# Pere Balcells i Prat
Pere Balcells i Prat (Olot, 8 de juliol de 1954) fou un destacat nedador català, especialista en proves de braça. Pesava 81 kg i amidava 1,80 metres d'altura.
Nasqué a Olot on començà a practicar la natació al Club Natació Olot. També fou nedador de la Universitat d'Indiana (Estats Units) i del Club Natació Manresa, on també fou entrenador.
Participà en els Jocs Olímpics d'estiu de Múnic 1972 i de Montreal 1976. Guanyà quatre medalles als Jocs del Mediterrani: plata en 100m braça el 1971, bronze en 100m braça el 1975, or en 200m braça el 1971 i plata en 200m braça el 1975.
Fou escollit millor esportista gironí l'any 1969.
L'agost de 2019, amb 65 anys, participà en els Mundials de Natació Masters de Gwangju (Corea del Sud) en la seva categoria d'edat 65-69, on es va proclamar campió del món en els 100m braça amb un temps de 1:18.49 i subcampió del món en els 50m braça amb un temps de 33.92, establint un nou rècord europeu de la prova. Setmanes abans ja havia aconseguit el rècord europeu dels 100m braça amb un temps de 1:18.13 en una prova disputada a Barcelona.
En la celebració de l'or mundial de Gwangju va exhibir una bandera estalada al podi que es va fer viral a les xarxes.
Actualment és professor associat a l'Escola Tècnica Superior d'Enginyeria Industrial i Aeronàutica de Terrassa al Departament d'Organització d'Empreses.